# Barbara Bonansea
Pour les articles homonymes, voir Bonansea.
Barbara Bonansea, née le 13 juin 1991 à Pignerol, est une footballeuse internationale italienne, qui joue au poste de milieu de terrain ou d'attaquante au Juventus FC.

## Biographie
Barbara Bonansea  évolue sur l’aile gauche ou en neuf et demi à l' équipe féminine de la Juventus de Turin. Elle est créditée en moyenne de 15 buts sur les cinq dernières saisons et a remporté quatre championnats d’Italie au cours des six dernières années. Elle participe à l'Euro 2017.
En 2019, elle fait partie des 23 joueuses retenues afin de participer à la Coupe du monde organisée en France,.

## Clubs
| Club                  | Pays   | Années         |
| --------------------- | ------ | -------------- |
| A.C.F. Torino         | Italie | 2006 - 2012    |
| ACF Brescia Femminile | Italie | 2012 - 2017    |
| Juventus              | Italie | 2017 - présent |

## Distinctions personnelles
- Nommée dans l'équipe type de la FIFA FIFPro Women's World11 en 2019.